# Czortowice
Czortowice [pronunciación en polaco: /t͡ʂɔrtɔˈvʲÉl͡sɛ/] es un pueblo ubicado en el distrito administrativo de Gmina Hrubieszów, dentro del Condado de Hrubieszów, Voivodato de Lublin, en Polonia oriental, cercano a la frontera con Ucrania. Se encuentra aproximadamente a 6 kilómetros al norte de Hrubieszów y a 101 kilómetros al sureste de la capital regional Lublin.
El pueblo tiene una población de 109 habitantes.